# San Elizario
San Elizario ist eine Stadt im El Paso County im US-Bundesstaat Texas. Das U.S. Census Bureau hat bei der Volkszählung 2020 eine Einwohnerzahl von 10.116 auf einer Fläche von 25,7 km² ermittelt. San Elizario liegt direkt an der mexikanischen Grenze am Grenzfluss Rio Grande nahe El Paso und Ciudad Juárez.

## Geschichte
Vor 1760 befand sich an der Stelle der späteren Stadt San Elizario ein Ort mit dem Namen „Hacienda de los Tiburcios“, der um 1865 etwa 160 Einwohner hatte. 1789 wurde der Ort zum Sitz der spanischen Provinzverwaltung, und der um die Verwaltung entstehende Ort erhielt den Namen San Elizario.
Vor der Einrichtung des Santa Fe Trails war San Elizario ein wichtiger Durchgangs- und Versorgungsort. Nach der Unabhängigkeit Mexikos gehörte der Ort zur Provinz Chihuahua. Durch eine Flussbettverlagerung des Rio Grande war San Elizario seit 1831 auf einer Insel inmitten des Flusses gelegen. 1841 zählte der Ort knapp über 1000 Einwohner. 1847 wurde der Ort von texanischen Truppen besetzt, und 1848 wurde San Elizario offiziell Teil der Republik Texas.
Als 1850 das El Paso County gegründet wurde, ernannte man San Elizario zum Sitz der Countyverwaltung, und die Stadt blieb, bis auf kurze Unterbrechungen, Verwaltungssitz bis 1873. 1851 wurde das erste Postamt eröffnet. Nach 1873 begann der Ort an Bedeutung zu verlieren. Das bekannteste Ereignis in der Ortsgeschichte ist wohl der „Salzkrieg von San Elizario“ im Jahre 1877, als es um die kämpferische Auseinandersetzung um Salzabbaurechte östlich der Stadt ging. Zahlreiche Männer starben im Verlaufe der Auseinandersetzung, und ein Teil der Bevölkerung floh über den Rio Grande nach Mexiko. Als die Eisenbahntrasse 1881 nach El Paso gebaut wurde und San Elizario somit keinen Eisenbahnanschluss bekam, ging es wirtschaftlich mit der Stadt bergab.
Zwar hielt sich die Bevölkerungszahl bis 1904 bei etwa 1500, jedoch sank in den folgenden Jahrzehnten die Einwohnerzahl auf 300 im Jahre 1931. Ab den 1940er Jahren stieg die Zahl der Einwohner wieder und erreichte Anfang der 1960er Jahre 1064. Seitdem wuchs die Stadt erheblich, die Bevölkerungszahl nahm innerhalb eines Jahrzehnts von 4385 im Jahre 1990 auf 11046 im Jahre 2000 zu.